# Cadacross
Cadacross war eine finnische Melodic-Death-Metal-Band aus Hämeenlinna, die im Jahr 1997 gegründet wurde und sich 2005 auflöste.

## Geschichte
Die Band wurde im Jahr 1997 gegründet und bestand aus den Gitarristen Georg Laakso und Tommi Saari, dem Schlagzeuger Janne Salo und dem Bassisten Jarkko Lemmetty. Im selben beziehungsweise im folgenden Jahr wurden mit Power of the Night und Bloody Way die ersten beiden Demos veröffentlicht. Durch den Misserfolg der Demos kam die Aktivität der Band zum Erliegen. 1999 trat Georg Laasko daraufhin Turisas bei. Etwas später wurde Cadacross mit verändertem Stil reaktiviert. Als Keyboarder war nun Mathias Nygård, Frontmann von Turisas, in der Besetzung. Daraufhin nahm die Band im Bayside Studio ihr Debütalbum auf. Im Jahr 2000 kam Sami Aarnio als Sänger dazu. In der folgenden Zeit änderte sich die Besetzung mehrfach. Als erstes verließ Saari die Gruppe, welcher durch Tino Ahola ersetzt wurde. Als Nächstes schied Nygård aus, woraufhin Olli Laitola diesen Posten einnahm. Im Januar 2001 erschien das Debütalbum So Pale Is the Light bei Low Frequency Records. Im Juni verließ Salo als nächstes Mitglied die Besetzung, woraufhin Kimmo Miettinen dazukam. Etwas später wurde Laitola durch den Turisas-Keyboarder Antti Ventola ersetzt. Im selben Jahr kam außerdem Sängerin Nina Laakso zur Gruppe. 2002 erschien das zweite Album Corona Borealis über Low Frequency Records. Als Titel war ursprünglich jedoch The Northern Crown geplant gewesen. Im selben Jahr kamen Jukka Salo als Studio-Sänger und Jukka-Pekka Miettinen als neuer Bassist hinzu. Im Mai 2004 begab sich die Band in die Seeltrack Studios in Hämeenlinna, um ein drittes Album aufzunehmen. Im Oktober 2005 war Georg Laakso in einem Autounfall verwickelt, bei dem er sich Verletzungen an der Wirbelsäule zuzog. Seitdem ist er permanent auf einen Rollstuhl angewiesen. Da er seit seinem Unfall auch seine Hände nicht mehr bewegen kann, bedeutete dies das Ende von Cadacross und 2006 sein Ausscheiden bei Turisas.

## Stil
Laut Eduardo Rivadavia von Allmusic begann Cadacross als Band, die aggressiven Death Metal spielt. Nach den ersten beiden Demos sei die Band musikalisch zugänglicher geworden, indem sie verstärkt Elemente aus dem melodischen Power Metal sowie Folk-Bereich eingearbeitet habe. Corona Borealis ordnete er komplett dem Power Metal zu. Pete Pardo von seaoftranquility.org schrieb in seiner Rezension zu So Pale Is the Light, dass er sich beim Hören des Albums an Children of Bodom erinnert fühlte. Dieser Eindruck entstehe für ihn durch den Einsatz schnellen Power Metals mit E-Gitarren und Keyboards, die dem neoklassischen Metal entlehnt klängen, und einem aggressiven Gesang, der oft für Black Metal typisch sei. Auch seien gelegentlich Elemente aus dem Viking- und Symphonic-Metal hörbar. In ihrer Corona-Borealis-Rezension bezeichnete Katrin Debes von Powermetal.de Cadacross als Melodic-Death-Metal-Band. Dabei verarbeite die Gruppe jedoch auch Elemente aus dem Death-, Power-, Folk- und Viking-Metal. Die Songs seien meist eine Mischung aus „krachenden Gitarren und verspielten, phantasievollen Keyboards“. Der Gesang bewege sich meist „irgendwo zwischen grunzendem, cleanem und gekreischtem Gesang angesiedelt“ und werde „partiell unterstützt vom glockenhellem klarem Sopran der Nina Laakso“. Auch ihr fiel eine starke Ähnlichkeit zu Children of Bodom auf.

## Diskografie
- 1997: Power of the Night (Demo, Eigenveröffentlichung)
- 1998: Bloody Way (Demo, Eigenveröffentlichung)
- 2001: So Pale Is the Light (Album, Low Frequency Records)
- 2002: Corona Borealis (Album, Low Frequency Records)